# 3 cœurs
3 cœurs is een Franse film uit 2014 onder regie van Benoît Jacquot. De film werd geselecteerd voor de Gouden Leeuw-competitie op het 71ste Filmfestival van Venetië

## Verhaal
Op een nacht ontmoet Marc Sylvie en hij mist zijn trein naar Parijs. Samen dolen ze door de straten tot in de vroege uurtjes en praten over alles behalve over zichzelf. Marc nodigt Sylvie uit voor een afspraakje in Parijs enkele dagen later hoewel ze nog steeds niets van elkaar afweten. Wanneer Sylvie zoals afgesproken naar Parijs gaat, komt Marc niet opdagen. Marc die de afspraak gemist heeft, gaat op zoek naar Sylvie maar ontmoet ondertussen Sophie. Marc weet echter niet dat Sophie de zus is van Sylvie.

## Rolverdeling
- Benoît Poelvoorde als Marc
- Charlotte Gainsbourg als Sylvie
- Chiara Mastroianni als Sophie
- Catherine Deneuve als de moeder